# Pierre Pithou
Pierre Pithou (1. november 1539—1 november 1596) var en fransk forfatter.
Pithou, der var en fremragende jurist og en af sin tids lærdeste mænd, var som kalvinist i stor fare under Bartholomæus-natten (1572). Senere afsvor han sin tro og blev generalprokurør ved Parlamentet. Han støttede Henrik IV ved mod Liguen at skrive et af de ypperste stykker i satire Ménippée (1593) og forsvarede den franske kirkes friheder mod paven ved sit skrift Libertés de l'église gallicane (1594).
Sin store lærdom viste han ved den første udgave af Fædrus’ fabler (1596) og ved at udgive såvel andre klassikere som samlinger af dokumenter og love (således Vestgoternes love 1579). Han gav herved det første stød til studiet af
retshistorie, og hans udgaver var forbilledet for benediktinernes. Hans velfortjente anseelse nåede langt ud over Frankrigs grænser.

- Fragmenta quaedam Papiniani, Pauli, Ulpiani, Gaii, Modestini, aliorumque veterum iuris auctorum, 1573
- Satyricon ved Pithou (1587).